# Emma Roca Rodríguez
Emma Roca Rodríguez (Barcelona, 12 de agosto de 1973-18 de junio de 2021) fue una corredora y esquiadora española. Era doctora en ingeniería biomédica por la Universidad Politécnica de Cataluña y bombera profesional en el Grupo de Rescate de la Generalidad de Cataluña.

## Biografía
En 1998 se convirtió en campeona de España de duatlón de larga distancia y campeona de Cataluña de duatlón de montaña. En los siguientes años destacó como esquiadora, siendo cuarta de Europa por parejas en 2002 y siendo campeona de España en tres ocasiones, en 2004 individual y en 2003 y 2005 por parejas.
En 2003 fue subcampeona de Europa de raids y en 2010 ganó el campeonato del Mundo. En 2007 también fue campeona de España en esta especialidad. En 2010 volvió a obtener buenos resultados en duatlón y triatlón, siendo campeona de Europa de maratón de montaña y campeona de Cataluña de duatlón de montaña ese mismo año. Comenzó a participar en carreras de larga distancia, siendo sus mejores resultados un tercer puesto en el Ultra-Trail de Mont-Blanc en 2012 y 2013, un segundo puesto en 2011 en el Maratón des Sables y la victoria en la Transgrancanaria y la Highland Fling Race en 2012. En 2014 ganó la Leadvile 100 Mile en Colorado, y ganó la Cursa Muntanya Cerdanya, el Ultra Trail de Barcelona, la Transalpine Run y el K42 Mallorca.